# Drinkstone Green
Drinkstone Green är en by i Suffolk i England. Byn ligger 25,7 km från Ipswich. Orten har 617 invånare (2015).